# Carlo Allorio
Carlo Allorio (Villata, 21 aprile 1891 – Trecate, 9 dicembre 1969) è stato un vescovo cattolico italiano.

## Biografia
Nato a Villata, fu ordinato sacerdote nel 1916 all'età di 25 anni. È stato prima coadiutore, poi arciprete, dal 1933 al 1945 della parrocchia di Trecate, succedendo a Sebastiano Briacca, precedentemente nominato vescovo di Mondovì.
Il 23 agosto 1942 fu consacrato vescovo di Pavia dall'allora vescovo di Novara Giuseppe Castelli. Gli succede Mario Rossi, che poi sarà nominato vescovo di Vigevano.
Durante la Resistenza sostenne la lotta partigiana, tanto da ospitare in vescovado il comandante partigiano di Pavia, Ubaldo Barberis, ed ebbe un ruolo di mediazione per la resa del generale Rodolfo Graziani.
Dopo la guerra guidò la ripresa della diocesi dopo le distruzioni belliche. Anticipando le intuizioni del Concilio Vaticano II,
favorì un'efficace azione liturgica, ebbe a cuore le vocazioni sacerdotali e l'apostolato biblico e anche la formazione dei fedeli. Ebbe come collaboratori in diocesi due futuri cardinali: Antonio Poma, rettore del seminario dal 1947 al 1951, e Virgilio Noè, docente nello stesso seminario dal 1952 al 1964.
Nel 1956 e nel 1961 indisse due Congressi eucaristici diocesani preceduti da una Settimana liturgica parrocchiale celebrata in ogni parrocchia. Ad entrambi i Congressi partecipò l'arcivescovo di Milano Giovanni Battista Montini, il futuro papa Paolo VI.
Partecipò al Concilio Vaticano II.
Nel 1968 cessò di essere vescovo di Pavia e fu nominato vescovo titolare di Formia. Ritiratosi presso il monastero delle Suore Ministre della Carità, a Trecate, ivi morì l'anno successivo.
Alla sua memoria è dedicato un piazzale di Pavia.

## Genealogia episcopale e successione apostolica
La genealogia episcopale è:
- Cardinale Scipione Rebiba
- Cardinale Giulio Antonio Santori
- Cardinale Girolamo Bernerio, O.P.
- Arcivescovo Galeazzo Sanvitale
- Cardinale Ludovico Ludovisi
- Cardinale Luigi Caetani
- Cardinale Ulderico Carpegna
- Cardinale Paluzzo Paluzzi Altieri degli Albertoni
- Papa Benedetto XIII
- Papa Benedetto XIV
- Cardinale Enrico Enriquez
- Arcivescovo Manuel Quintano Bonifaz
- Cardinale Buenaventura Córdoba Espinosa de la Cerda
- Cardinale Giuseppe Maria Doria Pamphilj
- Papa Pio VIII
- Papa Pio IX
- Cardinale Gustav Adolf von Hohenlohe-Schillingsfürst
- Arcivescovo Salvatore Magnasco
- Cardinale Gaetano Alimonda
- Cardinale Agostino Richelmy
- Vescovo Giuseppe Castelli
- Vescovo Carlo Allorio

La successione apostolica è:
- Cardinale Antonio Poma (1951)
- Arcivescovo Luigi Maverna (1965)